# Sinjung-dong
Sinjung-dong (koreanska: 신중동) är en stadsdel i staden Bucheon i provinsen Gyeonggi i den nordvästra delen av Sydkorea, 17 km väster om huvudstaden Seoul.